# Хиршланденский воин
«Хиршланденский воин» — вырубленная из песчаника статуя нагого воина в человеческий рост, которая была обнаружена археологами в 1963 году при раскопках Хиршланденского могильника гальштаттской культуры в Дитцингене (Швабия). Датируется VI в. до н. э. Более ранние статуи в человеческий рост к северу от Альп неизвестны. Экспонируется в Старом Штутгартском замке.
Фронтальной статичной позой и грубыми формами статуя воина напоминает древнегреческих куросов. До захоронения статуя, вероятно, долгое время стояла под открытым небом: черты лица плохо различимы (возможно, изображена посмертная маска), ступни не сохранились, голова была захоронена отдельно. Атрибуты типичны для кельтов железного века: рука сжимает бронзовый кинжал, на шее — торквес, на голове — шляпа из бересты.